# Alpha Kappa Lambda

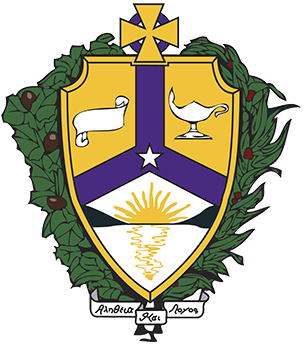
Logo de la fraternité Alpha Kappa Lambda.

Alpha Kappa Lambda est une fraternité de l'université Berkeley, fondée en avril 1914.

## Histoire
La fraternité adopte son nom grec le 22 avril 1914. Elle est d'inspiration chrétienne. Il s'agit de la première fraternité sur la côte ouest des États-Unis.
Si la société se donne pour objectif de croître sur les campus universitaires californiens, la Première Guerre mondiale l'empêche de mettre son plan à exécution. Durant l'entre-deux-guerres, les étudiants de l'université Stanford créent leur propre fraternité, ce qui rend caduc le plan d'expansion d'Alpha Kappa Lambda.
Sa devise est « Aletheia Kai Logos », ce qui signifie « Vérité et parole ».